# Пюхалепа (волость)
Пю́халепа (эст. Pühalepa) — упразднённая волость на западе Эстонии в уезде Хийумаа. Административный центр — Темпа. 

## Состав волости
В составе волости 47 деревень: 
Ала - Арукюла - Нагасте - Харью - Хаусма - Хелламаа - Хелтермаа - Хийессааре - Хиллесте - Калги - Керема - Кукка - Кури - Кылунымме - Леэриметса - Линнумяэ - Лоя - Лыбембе - Лыпе - Мяавли - Нымба - Нымме - Палладе - Палукюла - Партси - Пилпакюла - Пряхламяэ - Пулисте - Пюхалепа - Рейкама - Сакла - Салинымме - Сарве - Соонлепа - Сууремыйза - Сууресадама - Сяаре - Таммела - Таресте - Темпа - Тумбала - Ундама - Вахтрепа - Валипе - Виилупи - Виливалла - Вярссу